# 아와카이난역
아와카이난역(일본어: 阿波海南駅 あわかいなんえき[*])은 일본 도쿠시마현 가이후군 가이요정에 위치한 시코쿠 여객철도 무기 선의 철도역이자 아사 해안철도의 철도역이다. JR시코쿠의 역 번호는 M27이며, 단선 승강장 1면 1선의 구조를 갖춘 지상역이다. 한편 아사해안철도쪽에서는 DMV 개칭 이후로 공식적으로 버스 정류장을 역으로 호칭하고 있으며, DMV가 철도 궤도로 전환하는 시점은 신호장으로 호칭하고 있다.

## 역 주변
- 국도 제55호선 · 국도 제193호선
- 가이요 정청
- 아와 은행 가이난 지점

## 역사
- 1973년 10월 1일 : 개업.
- 1987년 4월 1일 : 일본국유철도 분할 민영화에 의해, 시코쿠 여객철도가 승계.

## 인접 역
| 시코쿠 여객철도 무기 선                   | 시코쿠 여객철도 무기 선 | 시코쿠 여객철도 무기 선 |
| ----------------------------------------- | ----------------------- | ----------------------- |
| M 25 사바세 도쿠시마 방면                 | 무기 선                 | 가이후 M 28 가이후 방면 |
| 아사 해안철도 아사토선                    |                         |                         |
| 아와카이난 문화촌 아와 카이난 문화촌 방면 | 아사토선                | 가이후 간노우라 방면    |